# Bad Reichenhall
Bad Reichenhall est une ville d'eaux et le centre administratif de l'arrondissement du Pays-de-Berchtesgaden, district de Haute-Bavière, Allemagne. Elle est située près de Salzbourg dans un bassin entouré des Alpes du Chiemgau (incluant les  monts Hochstaufen (1 771 m) et Zwiesel (1 782 m).
Bad Reichenhall est traditionnellement un centre de production du sel. Hall, Hal ou Halle, probablement d'origine celtique, est un élément de nombreux toponymes germaniques indiquant l'extraction du sel à partir de la saumure naturelle ou l'exploitation de mines de sel. En 2001 Bad Reichenhall a reçu le titre de Ville alpine de l'année 2001.

## Géographie et climat

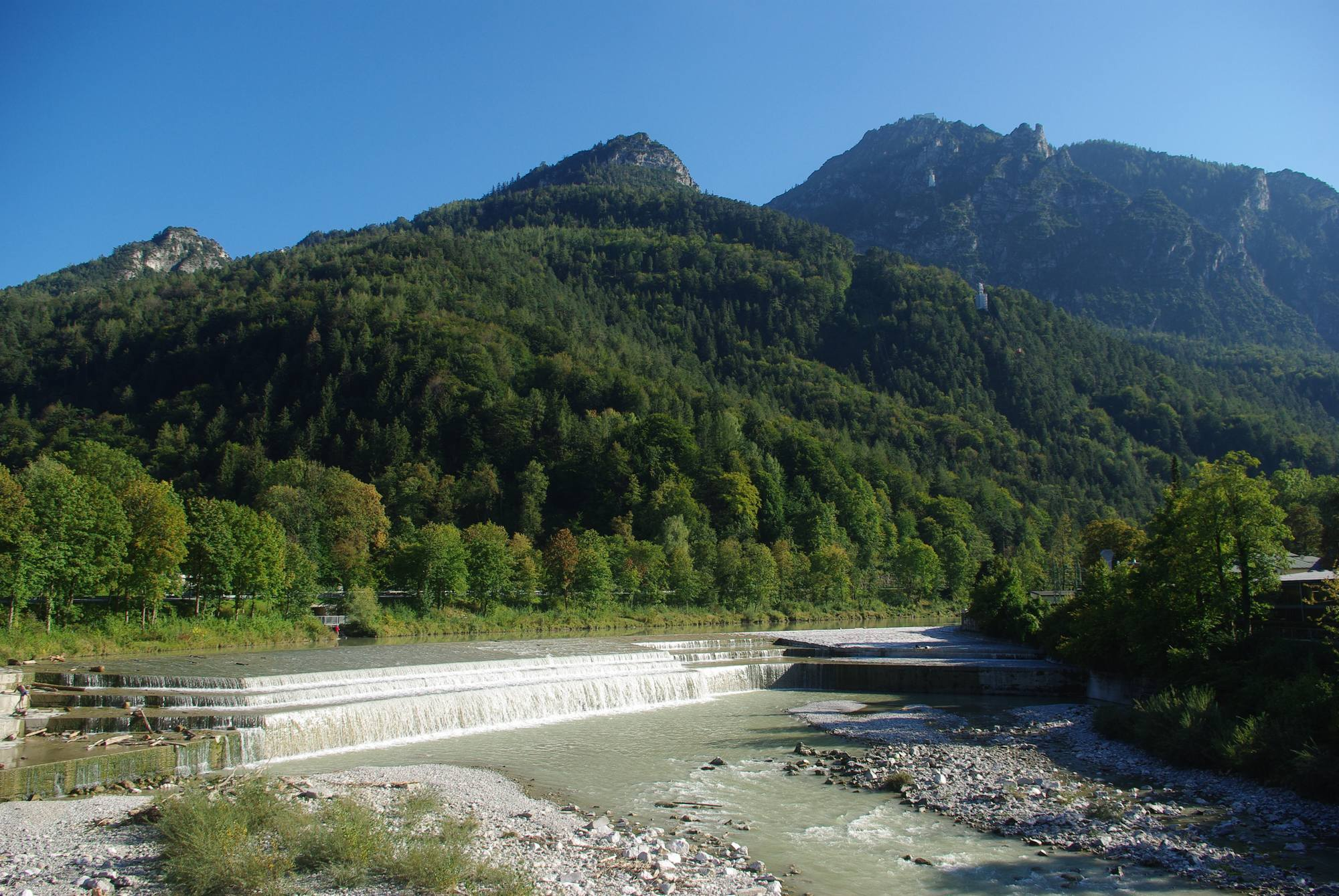
Barrage sur la Saalach

La ville est située dans le bassin de Reichenhall sur la rivière Saalach. Elle est située au sud de la montagne de Predigtstuhl et à l'est, un peu plus loin du massif de l'Untersberg, appartenant tous deux aux Alpes de Berchtesgaden.
La Saalach, qui coulait autrefois par plusieurs embranchures dans la zone urbaine habitée actuelle et la transformait en une vaste zone marécageuse, traverse la zone de Bad Reichenhall sur une longueur de près de 9 km. Déjà à l'époque des Romains, les premiers efforts commencèrent pour protéger la ville et les sources de saumure des eaux de la Saalach et surtout des inondations après les orages ou la fonte des neiges. Par conséquent, la rivière coule aujourd'hui dans le secteur du pont historique de Luitpold. L'eau de la Saalach a également été utilisée pour amener le bois d'œuvre nécessaire pour les salines de Reichenhall.
En raison de son emplacement protégé dans la vallée de la rivière Saalach, Bad Reichenhall jouit d'un climat tempéré malgré son emplacement alpin.

## Histoire
| Appartenances historiques Duché de Basse-Bavière 1323–1353 Duché de Bavière-Landshut 1353-1503 Duché de Bavière 1503–1623 Électorat de Bavière 1623–1806 Royaume de Bavière 1806–1918 République de Weimar 1918–1933 Reich allemand 1933–1945 Allemagne occupée 1945–1949 Allemagne 1949–présent |

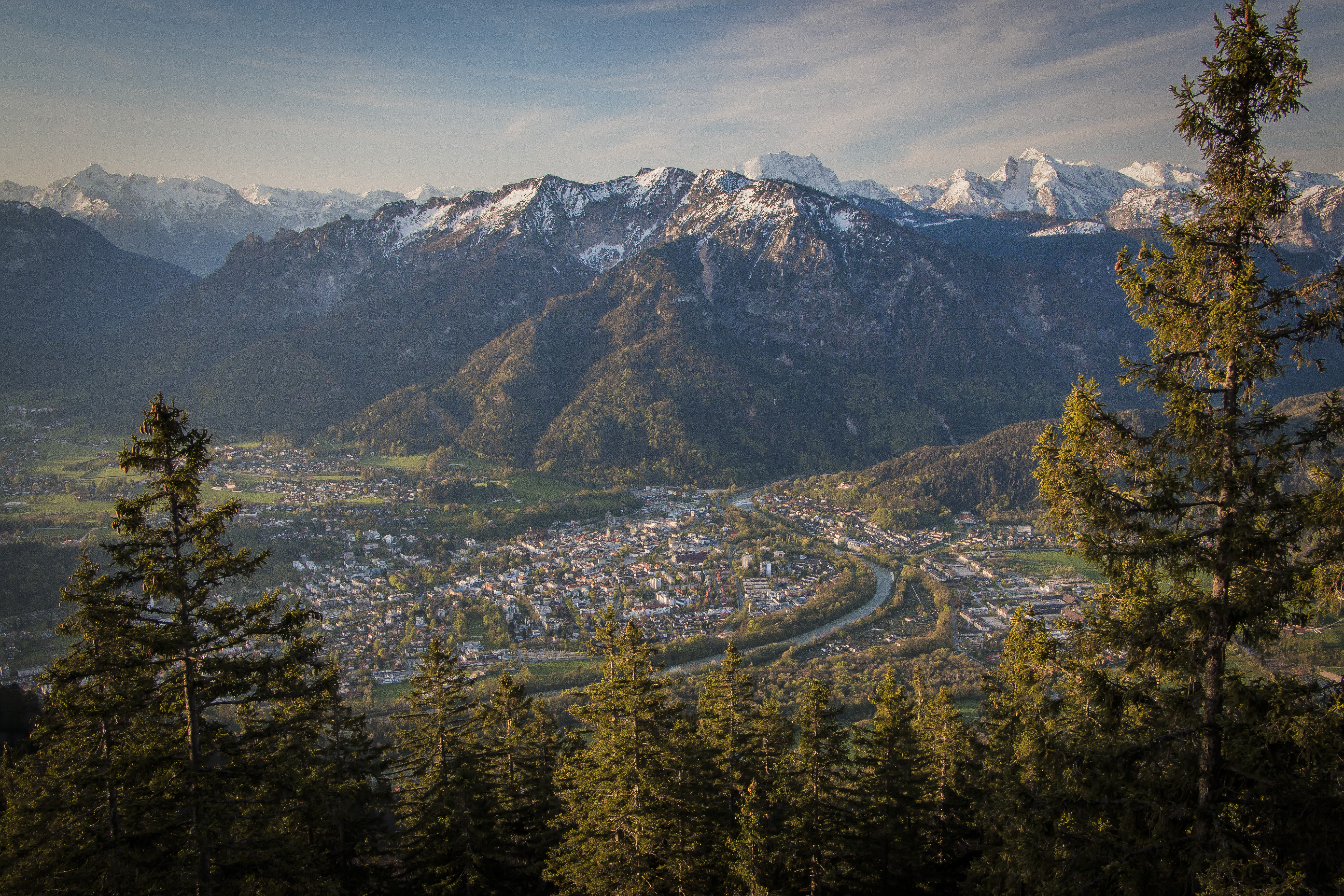
Bad Reichenhall, au fond le Lattengebirge

Les plus anciennes traces d'habitations sur le site remontent à 2000 ans av. J.-C.
Vers 450 ans av. J.-C. commencent les premières exploitations du sel par les Celtes. Il ne s'agit probablement que d'une production de sel d'importance locale. Dans le cadre de l'Empire romain (15 av.J.-C.-480 ap. J.-C.), la bourgade appartient à la province romaine de Norique. Les Romains poussent la production de sel et font d'Ad salinas la saline la plus importante de toute la région alpine. Les sources de saumure qui jaillissent naturellement du sol sont capturées et la saumure est extraite par chauffage dans des réchauds en argile.
Plus tard, les environs sont occupés par une colonie bavaroise de l'époque mérovingienne (480 à 700 de notre ère) (nombreuses tombes dans le district de Kirchberg).
Vers 700, l’endroit prend le nom de Hal, en germanique *hel-/*hal- « pente, oblique ».
En raison d'une donation du duc bavarois Theodo à Rupert, premier évêque de Salzbourg qui fut plus tard canonisé, le diocèse de Salzbourg possédait un tiers de la saline. Cela fit de Reichenhall l'emplacement commercial le plus important de l'église de Salzbourg pendant environ 500 ans. La légende raconte qu'en 696, Saint Rupert retrouva les sources d'eau salée oubliées pendant la période des grandes migrations et donna ainsi à la saline une nouvelle prospérité économique. En raison du commerce de sel de Reichenhall, la route commerciale Goldener Steig « chemin d'or » est créée avant le premier millénaire, qui devient l'axe commercial le plus important en Allemagne du Sud et en Bohême.
Vers 1070, le comte Arnold von Dießen créa son propre comté, qui organisa et surveilla le commerce du sel. il reste dans la famille jusqu'à la mort de Hallgraf Engelbert von Attel et Reichenhall en 1161, dont le fils Gebhard II entra au monastère de Reichersberg en 1169. Ensuite, le duc Henri le Lion prit le comté de Hall et contrôla ainsi une grande partie de la production de sel du sud de l'Allemagne.
En 1144, est mentionné pour la première fois dans un document de Saint-Zénon un castrum Halla, en 1159 le nom de civitas est utilisé pour désigner la ville.
Au Moyen Âge, outre l'archevêque de Salzbourg, des citoyens de Reichenhall et le monastère de Saint-Zénon, sont propriétaires des sources de saumure et des brasiers en fer qui avaient remplacé les anciens fours à argile. En 1156, l'empereur Frédéric Barberousse, dans la bulle d'or, confirma au monastère de Berchtesgaden divers droits, notamment la souveraineté de la forêt. Le monastère exploite également une production de sel en augmentation et voit une distribution accrue de son sel au-delà de son propre territoire. En 1185, l'archevêque de Salzbourg Adalbert de Bohême acheta les gisements de sel de Dürrnberg et favorisa la reprise de la production de sel dans cette ville, ce qui eut pour conséquence de briser la position de monopole de la saline de Reichenhall.
La fin du XIIe siècle est marquée par des conflits entre Hall, le monastère de Berchtesgaden et l’archevêque de Salzbourg qui conduisent à la destruction totale de la ville et de la saline (seul le monastère de Saint Zénon est épargné).

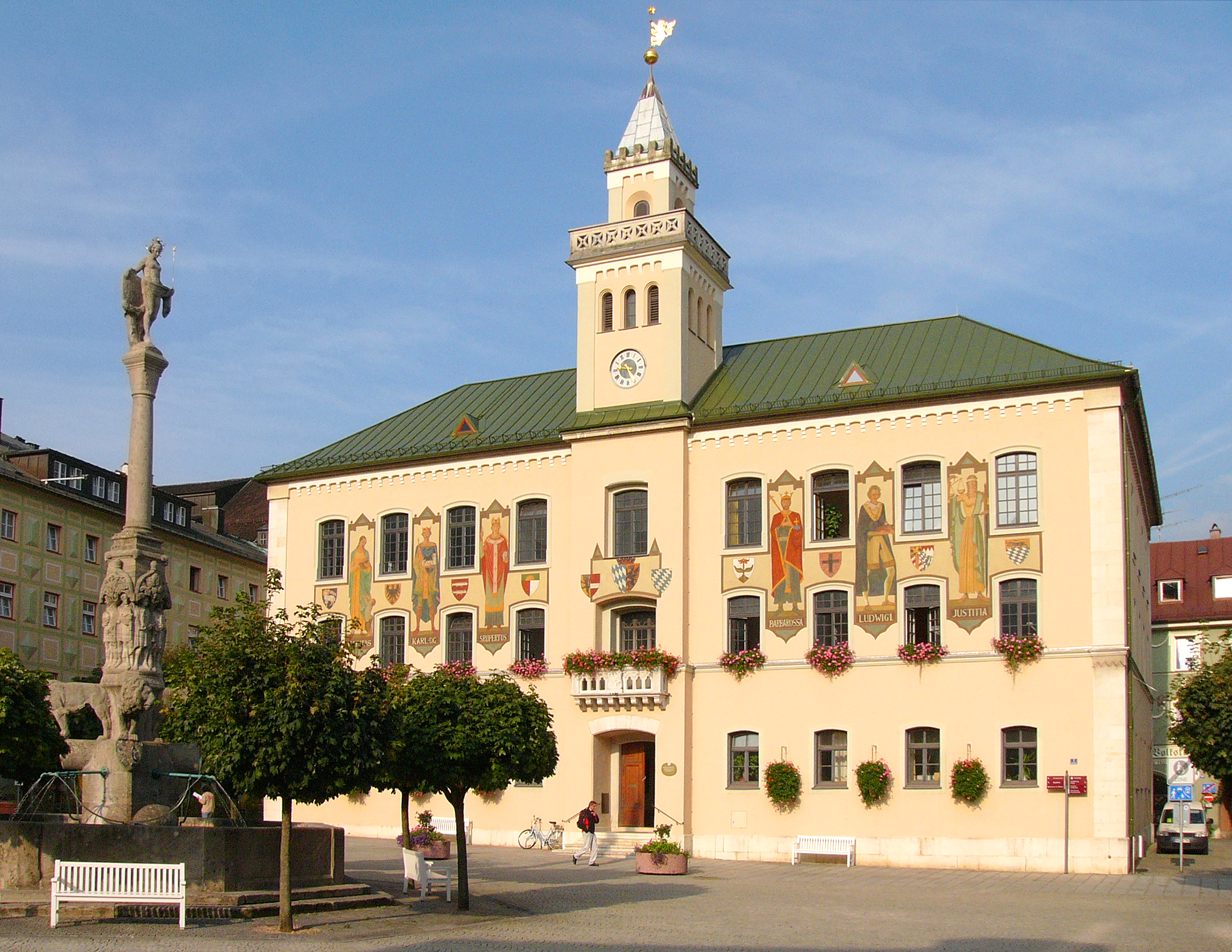
Ancien Hôtel de ville

En 1323, la ville est mentionnée pour la première fois sous le nom de Reichenhall. À partir de 1493, le duc Georges de Bavière commença à acheter la plupart des salines de Reichenhall. Après sa mort, son successeur, Albert IV, poursuivit la nationalisation et donc la monopolisation de la production de sel de la ville. En 1515, un incendie provoque la mort d'environ 200 personnes. Après une longue inspection forestière et de longues négociations, le contrat de Mühldorf est conclu en 1529. Un élément essentiel du contrat était le Livre forestier, qui définissait les limites des forêts salines et contenait tous les règlements et directives visant à garantir une abattage contrôlé et durable du bois et, partant, la fourniture de bois de chauffage à la saline.
En 1619, seul le monastère de Saint-Zénon possédait sa propre saline. L'industrie du sel était en grande partie un monopole de l'État bavarois, donc de nouveau la plus importante industrie de la Bavière, et assurait d'énormes recettes fiscales au Duché. En 1613 est découverte lors de la réparation du puits de la saline une autre source riche de saumure. Étant donné que la saline fonctionnait déjà à sa capacité maximale, en raison notamment de la fourniture de bois de chauffage, il est décidé de transférer l'excédent de saumure à travers une canalisation vers une saline filiale. Le choix se porte sur Traunstein, étant donné que les forêts situées dans la partie supérieure du Traun étaient ligneuses et appartenaient à la Bavière. La conduite en bois est construit entre 1617 et 1619.
Afin d'économiser de l'énergie, on a construit à partir de 1745 des structures destinées à la graduation de la saumure (allemand Gradierhaus), qui ont finalement atteint une longueur de 720 mètres. En raison du nombre croissant de plaintes relatives à de graves défauts de qualité du sel, il est décidé de prendre des mesures de modernisation complètes de la saline de Reichenhall sous la direction de Johann Sebastian von Clais. Entre 1782 et 1784, il met en place une nouvelle salines avec de nouvelles marmites, qui utilisent mieux la chaleur perdue. Grâce à l'augmentation de la productivité qui en résulte, notamment grâce aux économies considérables réalisées sur le bois de chauffage, les coûts de construction considérables de 100 000 florins sont amortis en un temps record.

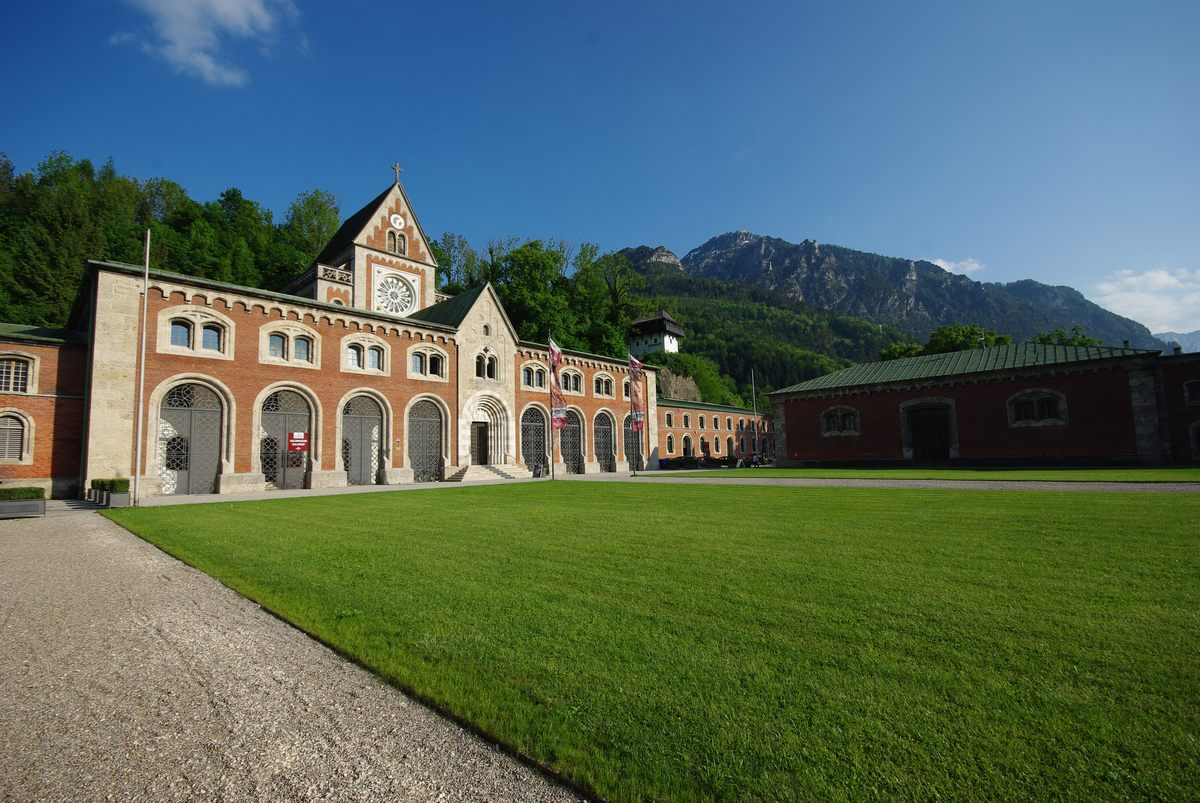
Ancienne saline

En 1801, la première pharmacie à Reichenhall a été ouverte.
Après l'annexion de Berchtesgaden au royaume de Bavière en 1810, Georg von Reichenbach est chargé en 1817 de construire un pipeline de saumure d'une longueur de 29 km allant de la mine de sel de Berchtesgaden à Reichenhall. Encore aujourd'hui, une partie du sel produit à Bad Reichenhall provient de là.
En 1834, 278 des 302 maisons de la ville sont complètement détruites par un incendie. Selon la volonté du roi Louis Ier, la construction de la nouvelle saline devrait être non seulement un bâtiment fonctionnel, mais également un bâtiment représentatif. La saline, aujourd'hui appelée Alte Saline (Ancienne saline), a fonctionné jusqu'en 1929 et peut encore être visitée aujourd'hui en tant que monument industriel.

### Développement des thermes

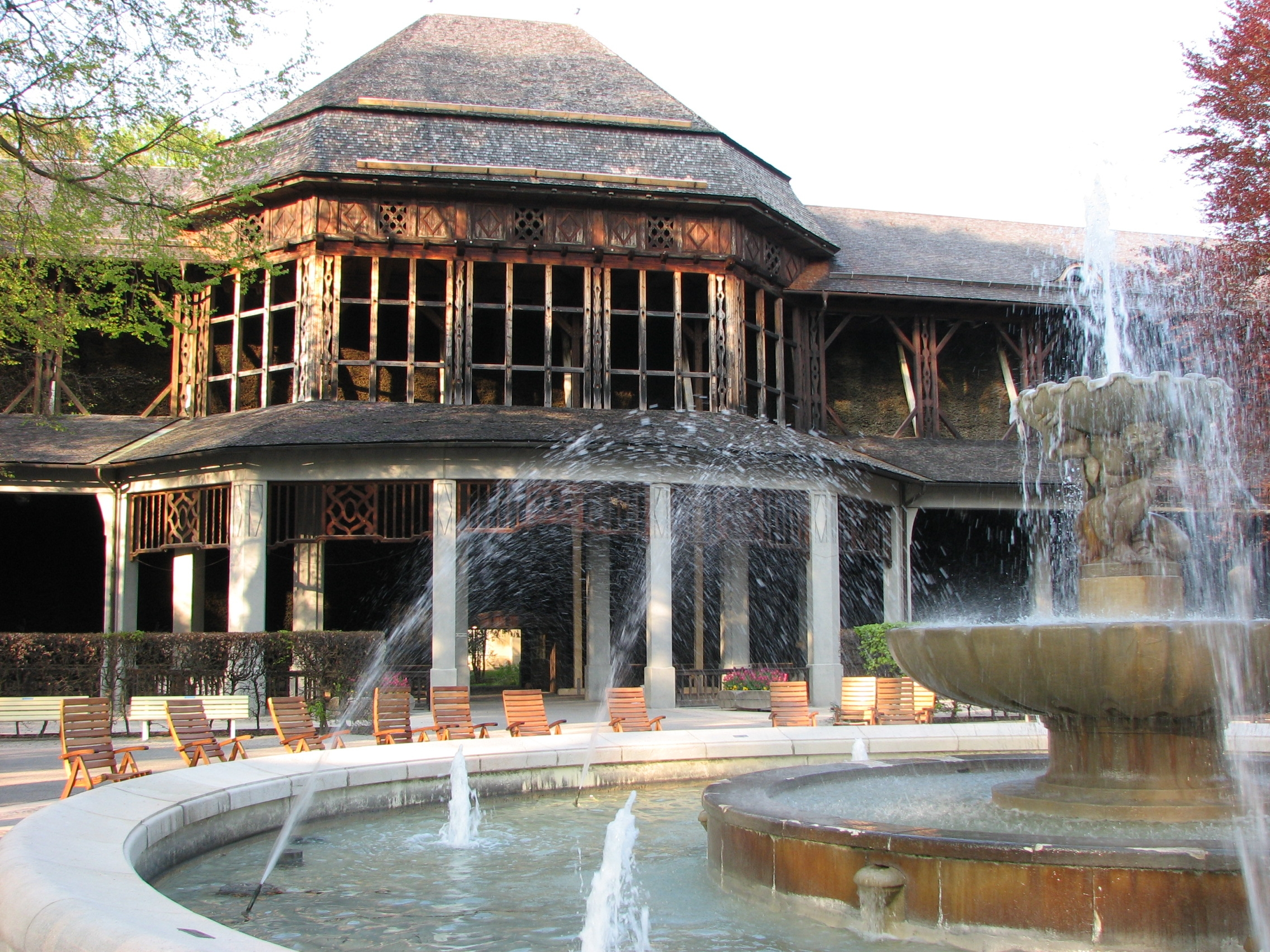
Le Gradierhaus, située dans le parc thermal de Bad Reichenhall, est destiné à la graduation de la saumure, construit entre 1909 et 1910 en tant qu'inhalatorium de plein air. Il est inscrit dans la liste des monuments bavarois.

Dans le quartier de Kirchberg, est mentionnée pour la première fois en 1713 une source aux vertus thérapeutiques. En 1846, Ernst Rinck ouvrit le premier therme à Reichenhall avec le therme Achselmannstein à la saumure et au lactosérum. Deux ans plus tôt, Mathias Mack avait repris la pharmacie thermale. En 1844, il est élu maire. En tant que pharmacien, maire et homme d'affaires, Mack fonde avec l'hôtelier Rinck la station thermale de Reichenhall. C'est sans doute grâce à son mérite que le roi Maximilien II décida de faire un séjour thermal à Reichenhall à l'été 1848. Le roi fut bientôt suivi par la noblesse d'Allemagne, d'Autriche-Hongrie et surtout de Russie.
En 1856, Mack réussit pour la première fois à produire de l'huile de pin de montagne, qui devint par la suite un agent thérapeutique important. Jusqu'au tournant du siècle, d'innombrables villas, hôtels et stations thermales sont construits, en particulier dans le district thermal. À partir de 1868, le jardin thermal est progressivement conçu par Carl von Effner. En 1866, la ligne de chemin de fer reliant Freilassing à Reichenhall est ouverte, ce qui facilita l'arrivée des curistes et la distribution du sel de Reichenhall. Entre 1878 et 1880, un hôpital moderne est construit.

### Époque moderne et contemporaine

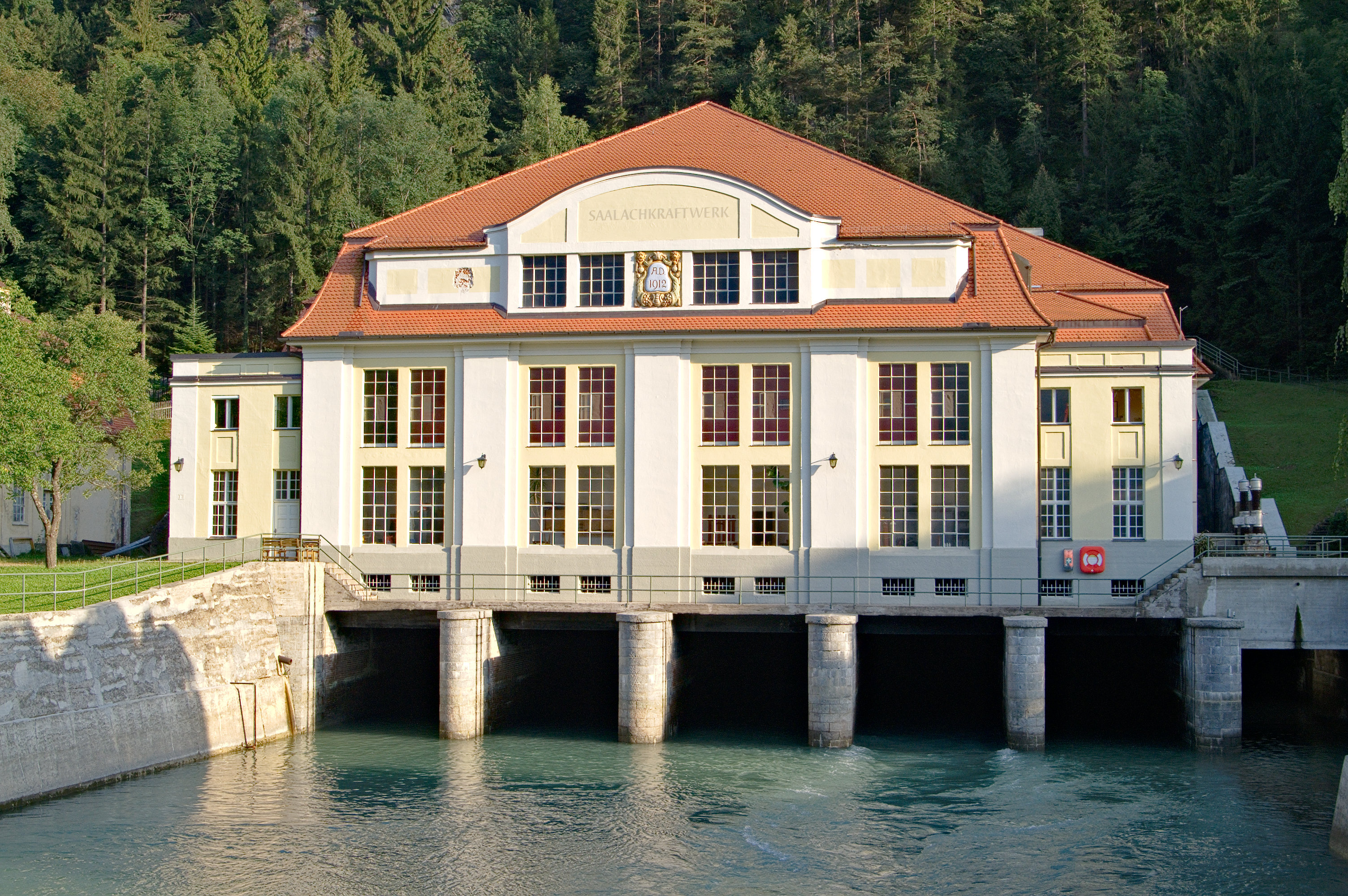
Centrale électrique de Saalach

Le 15 mai 1890, les usines électriques de Reichenhall sont mises en service. À Mühlbach, l'électricité est utilisée pour produire 2 000 lampes à incandescence à Karlstein et à Bad Reichenhall. Il s'agissait de la première centrale à courant alternatif publique en Allemagne et de la première centrale électrique en Bavière. La même année, Reichenhall devient « Bad Reichenhall ».[réf. nécessaire]
Au début de l'entre-deux-guerres, la construction est intense. L'aéroport "Mayerhof" qui assure la connexion au trafic aérien émergent, est exploité à partir de 1926 par la Lufthansa. Dans le cadre de la modernisation de la Wehrmacht, Bad Reichenhall devient ville de garnison en 1934. En 1939 s'y trouve la caserne du III. bataillon du régiment de chasseurs alpins avec l'état-major du régiment et la 16ème division de défense blindée. En outre, la 1re division du régiment d'artillerie de montagne 79 et un escadron médical sont logés à Bad Reichenhall. Le bombardement allié du 25 avril 1945 a fait au moins 215 victimes peu avant la fin de la guerre. La caserne et ses nombreux hôpitaux n'enregistrent toutefois aucun dommage significatif.[réf. nécessaire] Le 8 mai 1945, a lieu l'affaire des fusillés de Bad Reichenhall : exécution de douze Français ayant servi dans la division Charlemagne, et qui avaient été livrés à la 2e DB par l'armée américaine.
Après la fin de la Seconde Guerre mondiale en 1945, Bad Reichenhall appartient à la zone d'occupation américaine.
Le premier casino de Bavière est construit à Bad Reichenhall en 1955.
Trois ans après la fondation de la Bundeswehr en 1958, une troupe de chasseurs alpins s'installe dans la caserne de Bad Reichenhall. Nommée d'après le général des troupes de montagne Rudolf Konrad en 1966, elle est renommée le 1er août 2012 en « caserne Hochstaufen » en raison de nouvelles évidences concernant l'attitude résolument antisemite du général ainsi que les crimes de guerre dont il était responsable.
Avec la réforme de la santé de 1996, l'assurance maladie a considérablement limité les remboursements de cure thermales. À Bad Reichenhall, cela a entraîné une baisse notable du nombre de curistes et donc une perte importante de sources de revenus pour la ville. Le 1er novembre 1999, un adolescent de 16 ans tue quatre passants et blesse gravement cinq autres personnes, dont l'acteur Günter Lamprecht et sa partenaire Claudia Amm. Après le crime, le tireur s'est suicidé.
Depuis le début des années 2000, la ville s’efforce de promouvoir le tourisme durable. En 2001, elle a été nommée ville alpine de l'année.
Le 2 janvier 2006, le toit de la patinoire construite en 1971 s'est effondré sous le poids de la neige, faisant quinze morts (trois femmes et 12 enfants entre 9 et 16 ans). 34 personnes ont été grièvement blessées. La municipalité envisageait une rénovation du bâtiment construit avec un toit plat, mal adapté aux charges engendrées par le poids de la neige. Une demi-heure avant la catastrophe, l'équipe de hockey junior avait quitté les lieux, car le danger était pressenti.[réf. nécessaire]

## Économie

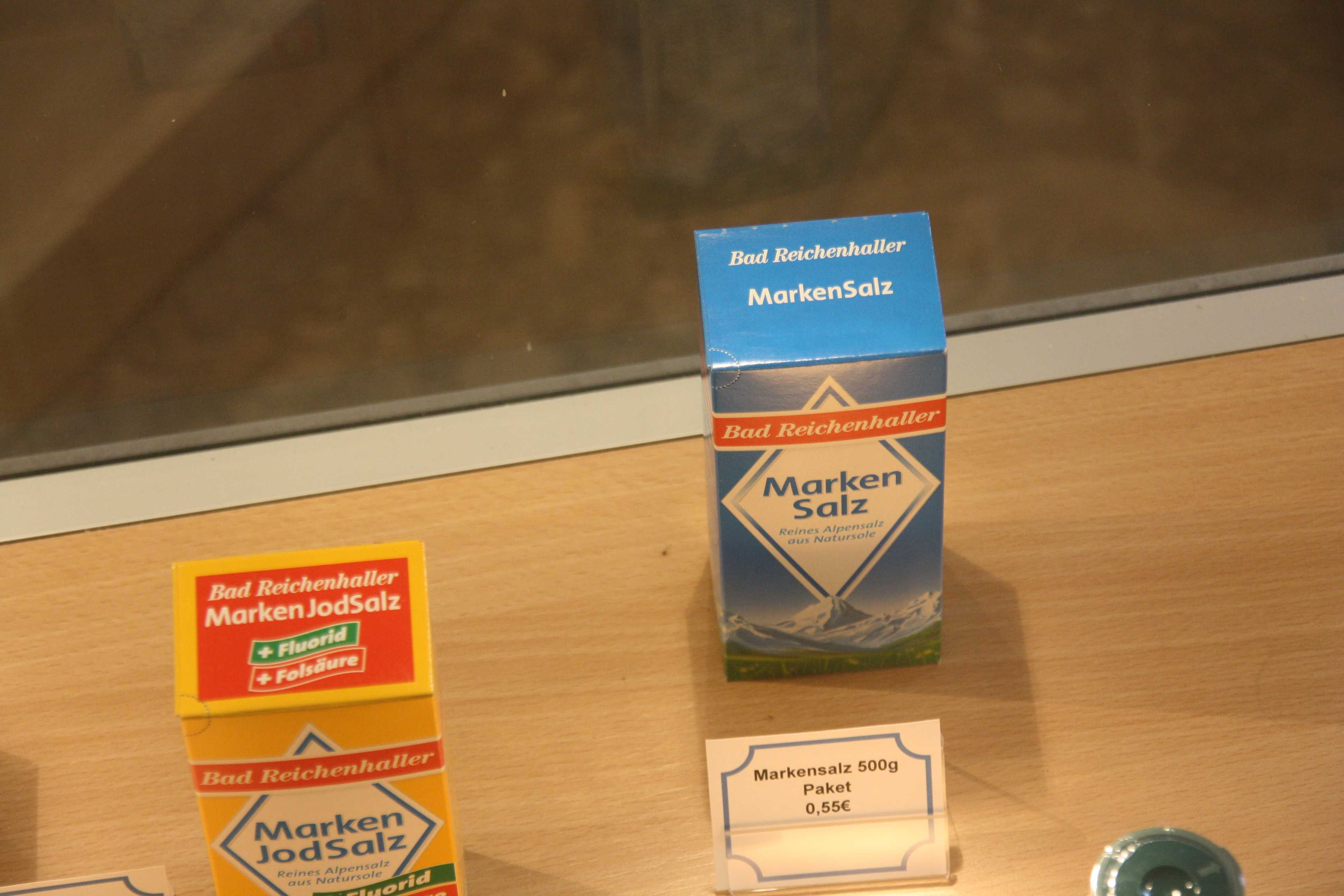
Sel de marque Bad Reichenhall

Le sel de marque Bad Reichenhall est utilisé dans toute l'Allemagne et est vendu dans plusieurs pays européens. Il est produit dans la saline Bad Reichenhall de la Südwestdeutsche Salzwerke AG.
Les produits de pâtisserie de la société Reber, bien connus dans le monde entier, sont le bonbon de chocolat Mozartkugel, dont le plus grand producteur est aujourd'hui Reber. Josef Mack, la plus ancienne distillerie de pins au monde, a son siège dans la ville.

## Personnalités
- Rupert de Salzbourg (environ 650-718), une légende, le redécouvreur des sources de saumure disparues. Saint patron de Reichenhall
- Hanns Reiffenstuel (1548-1620) a construit la conduite de saumure entre Reichenhall et Traunstein entre 1617 et 1619 avec son fils Simon.
- Georg Friedrich von Reichenbach (1771-1826), ingénieur bavarois et concepteur de la machine à colonne d'eau ; a modernisé le pipeline de saumure jusqu'à Traunstein et l'a étendu à Rosenheim
- Friedrich von Schenk (1785-1866), en tant que directeur de la direction des salines de la ville après le grand incendie de la ville de 1834, il a joué un rôle déterminant dans la reconstruction de celle-ci.
- Mathias Mack (1801-1882), pharmacien et maire, inventeur de la destillation de l'huile de pin, fondateurs des thermes avec Ernst Rinck.
- Josef Gung'l (1809-1889), premier chef d'orchestre de la nouvelle Philharmonie de Bad Reichenhall
- Gustav Ortenau (1864-1950), pneumologue à Bad Reichenhall
- Hans Joachim von Brockhusen (1869-1928), homme politique mort à Bad Reichenhall
- Draga Matković (1907-2013), pianiste de concert
- Jutta Rüdiger, (1910-2001), psychologue allemande, responsable des Bund Deutscher Mädel (BDM), l'organisation de jeunesse féminine du Troisième Reich.
- Günther Rall, (1918-2009), pilote de chasse allemand